# GDAL
Geospatial Data Abstraction Library o GDAL (también conocida como GDAL/OGR) es una biblioteca de software para la lectura y escritura de formatos de datos geoespaciales, publicada bajo la MIT License por la fundación geoespacial de código abierto (Open Source Geospatial Foundation). Como biblioteca, presenta un único modelo abstracto de datos al uso que llama para todos los formatos soportados. También viene con una variedad de utilidades en línea de comando para la traducción y el proceso de datos geoespaciales.

## Software que usa GDAL
Son muy numerosas las aplicaciones que usan GDAL para el acceso a datos geográficos entre las que se destacan:
- MapServer
- GRASS GIS
- QGIS
- Google Earth
- Kosmo
- MapGuide Open Source